# Oleksandr Molodyka
Oleksandr Molodyka (ukrainisch Олександр Молодика; * 26. November 2005) ist ein ukrainischer Sprinter, der sich auf den 400-Meter-Lauf spezialisiert hat.

## Sportliche Laufbahn
Erste internationale Erfahrungen sammelte Oleksandr Molodyka im Jahr 2025, als er bei den Balkan-Meisterschaften in Volos mit der ukrainischen Mixed-Staffel über 4-mal 400 Meter in 3:25,28 min die Bronzemedaille hinter den Teams aus der Türkei und Griechenland gewann. 
2024 wurde Molodyka ukrainischer Meister in der 4-mal-400-Meter-Staffel im Freien sowie 2025 in der Halle.

## Persönliche Bestzeiten
- 400 Meter: 47,56 s, 17. Juni 2025 in Lwiw